# Баррето, Хуан Карлос
Хуан Карлос Баррето (род. 11 марта 1957, Монтеррей, Нуэво-Леон, Мексика) — мексиканский актёр театра и кино и телевидения. Выделился своими выступлениями в сериале «XY», «Любить снова» и фильме «Фаусто» Хосе Хулиана Васкеса.

## Биография
Родился 11 марта 1957 года в Монтеррее. С 1975 по 1981 год был студентом Мексиканского института социального обеспечения. С 1981 года актёра получившего диплом социального работника, вызывают заменить актёра, который не вышел по причине болезни. После успешного спектакля, он влился в труппу этого театра и стал ведущим актёром вплоть до 2003 года. В 1989 году принял участие в мексиканской теленовелле «Просто Мария», где сыграл роль Бенито, также популярным стал сериал «Разбитые сердца», в котором он снимался в 2006 году.
В период с 1981 по 2003 год он продолжал играть в театре с такими работами, как «Человек Ла-Манча», «Призрак Кентервилля».

## Фильмография
1
Fausto
2
Кандидатка (сериал, 2016—2017)
La candidata … Mario
3
Яго (сериал, 2016)
Yago
4
Отель секретов (сериал, 2016)
El hotel de los secretos … Lupe
5
Redemption of a broken mind (2015)
… Fausto
6
Любовь на районе (сериал, 2015)
Amor de barrio … Ariel
7
Yo no creo en los hombres… el origen (ТВ, 2015)
… Arango
8
Я не верю в мужчин (сериал, 2014—2015)
Yo no creo en los hombres … Arango
9
То, что жизнь у меня украла (сериал, 2013—2014)
Lo que la vida me robó … Macario
10
Лгать, чтобы жить (сериал, 2013)
Mentir para vivir … Rubén Camargo
11
Apocrifo (2012)
… Carlos; короткометражка
12
Кусочек неба (сериал, 2012)
Cachito de cielo … Tristán
13
Очарование орла (сериал, 2011)
El Encanto del Aguila … General Manuel González Cossío
14
Надежда сердца (сериал, 2011 — …)
Esperanza del corazón … Silvestre Figueroa
15
Команда (сериал, 2011)
El Equipo … Elias Valenzuela 'El Vale'
16
Как говорится (сериал, 2011 — …)
Como dice el dicho … Filisberto
17
Чтобы вновь любить (сериал, 2010 — …)
Para volver a amar … Jaime Espinosa
18
Вкладчики (2010)
Depositarios … Dr. Campbell
19
О футболе (2010)
De fut … короткометражка
20
Помешанные на любви (сериал, 2009 — …)
Locas de amor … Ricardo
21
XY. La revista (сериал, 2009—2012)
… Artemio Miranda
22
Братья-детективы (сериал, 2009)
Hermanos y detectives
23
Три пьесы о любви выходного дня (2009)
Tres piezas de amor en un fin de semana … Andrés
24
Внутренний двор (2009)
El Traspatio … Alvarez
25
Под солью (2008)
Bajo la sal … Sr. Zepeda
26
Живу ради тебя (сериал, 2008)
Vivir por ti … Dagoberto González
27
Сжигая мосты (2007)
Quemar las naves … Efraín
28
Разбитые сердца (сериал, 2005)
Corazón Partido … Erasmo
29
Лусия, Лусия (2003)
La hija del caníbal … Assistente 3
30
Ничьи дети (сериал, 1997)
Los hijos de nadie … Felipe
31
Алмазный дождь (1996)
Lluvia de diamantes
32
Непристойные звонки (1996)
Llamadas obscenas
33
Сообщники ада (1995)
Los cómplices del infierno
34
Если я умру (сериал, 1995)
Si Dios me quita la vida
35
Удача в жизни (Лотерея III) (1994)
Suerte en la vida (La Lotería III)
36
Гладиаторы ада (видео, 1994)
Gladiadores del infierno
37
El jinete de acero (1994)
… Carlos
38
Imposible de matar (1994)
… Comandante Barreto
39
Tiempo de muerte (видео, 1994)
40
Dos hermanos buena onda (1994)
41
Квартал гнева (1993)
Furia de barrio
42
Comando terrorista (1992)
… Ruso
43
Al derecho y al derbez (сериал, 1992—1995)
44
Просто Мария (сериал, 1989—1990)
Simplemente María … Benito